# Choniostoma rotundatum
Choniostoma rotundatum är en kräftdjursart som beskrevs av Jan Hendrik Stock 1958. Choniostoma rotundatum ingår i släktet Choniostoma, och familjen Nicothoidae. Arten är reproducerande i Sverige.